# Bjørnson (släkt)

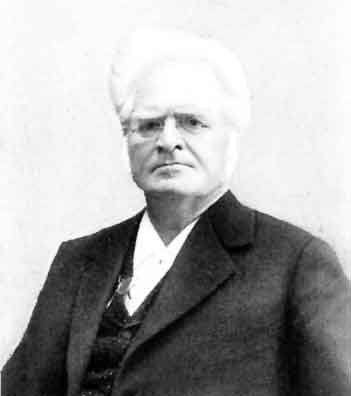
Bjørnstjerne Bjørnson, släktens mest kända medlem. Foto från 1901.

Bjørnson är en norsk släkt från Søndre Land. Den äldsta kända stamfadern på manssidan, Tarald Ske, nämns 1528. Hans direkta efterkommande i åttonde ledet, Bjørn Pederssøn Ske (1762–1818) var far till sockenprästen Peder Elias Bjørnson (1798–1871), som i äktenskap med Inger Elise Nordraach blev far till diktaren Bjørnstjerne Bjørnson (1832–1910) och stadsfogden Peter Elias Bjørnson (1838–1906). Bjørnstjerne Bjørnson var far till bland andra teaterchefen Bjørn Bjørnson (1859–1942) och Bergliot Bjørnson (1869–1953), som var gift med Henrik Ibsens son, statsminister Sigurd Ibsen (1859–1930). Stadsfogden Peter Elias Bjørnson var far till Inga Bjørnson (1871–1952).